# Westwood (Missouri)
Westwood ist eine Gemeinde mit dem Status „Village“ im St. Louis County im US-Bundesstaat Missouri. Das U.S. Census Bureau hat bei der Volkszählung 2020 eine Einwohnerzahl von 316 ermittelt.

## Geographie
Die Koordinaten von Westwood liegen bei 38°38'26" nördlicher Breite und 90°26'3" westlicher Länge.
Nach Angaben der United States Census 2010 erstreckt sich das Stadtgebiet von Westwood über eine Fläche von 1,58 Quadratkilometer (0,61 sq mi). Das komplette Stadtgebiet befindet sich an Land.
Westwood grenzt im Norden und Westen an Creve Coeur, im Osten und Süden an Frontenac und ebenfalls im Süden an Town and Country.

## Bevölkerung
Nach der United States Census 2010 lebten in Westwood 278 Menschen verteilt auf 120 Haushalte und 88 Familien. Die Bevölkerungsdichte betrug 175,9 Einwohner pro Quadratkilometer (455,7/sq mi).
Die Bevölkerung setzte sich 2010 aus 92,1 % Weißen, 2,2 % Afroamerikanern, 3,6 % Asiaten, 0,7 % aus anderen ethnischen Gruppen und 1,4 % mit zwei oder mehr Ethnien zusammen. Bei 2,2 % der Bevölkerung handelte es sich um Hispanics oder Latinos. Von den 120 Haushalten lebten in 23,3 % Familien mit Kindern unter 18, in 67,5 % der Haushalten lebten verheiratete Paare ohne Kinder und in 12,5 % der Haushalten lebten Personen über 65 alleine.
Von den 278 Einwohnern waren 16,5 % unter 18 Jahre, 5,1 % zwischen 18 und 24 Jahren, 12,9 % zwischen 25 und 44 Jahren, 38,8 % zwischen 45 und 64 Jahren und in 26,6 % der Menschen waren 65 Jahre oder älter. Das Durchschnittsalter betrug 53,9 Jahre und 47,5 % der Einwohner waren männlich.

## Belege
1. ↑  Explore Census Data Total Population in Westwood village, Missouri. Abgerufen am 2. Februar 2023.
2. ↑   United States Census
3. ↑   American Fact Finder